# زوسبرگ
سوسبرگ (به آلمانی: Sosberg) یک شهر در آلمان است که در کوخم-تسل واقع شده‌است. سوسبرگ ۱۸۲ نفر جمعیت دارد.